# Marie-Claude Vaillant-Couturier
Pour les articles homonymes, voir Vaillant et Couturier.
Marie-Claude Vaillant-Couturier, née Vogel le 3 novembre 1912 dans le 6e arrondissement de Paris et morte le 11 décembre 1996 à Villejuif, est une femme politique française, communiste et résistante.
Originaire d'un milieu bourgeois et artiste, elle devient militante communiste et travaille au journal L'Humanité comme reporter-photographe. Engagée dans la Résistance, elle est déportée à Auschwitz en 1943 puis transférée à Ravensbrück, camp où elle reste plusieurs semaines après sa libération afin d'aider des malades intransportables. Elle est députée communiste de 1945 à 1958 puis de 1962 à 1973.
Elle a été l'épouse de Paul Vaillant-Couturier (dont elle adopte le pseudonyme qu'elle conserve tout au long de sa vie), puis de Pierre Villon.

## Biographie

### Origines familiales et vie avant la guerre
Marie-Claude Vogel, surnommée « Maïco », naît le 3 novembre 1912 dans le 6e arrondissement de Paris, où elle grandit dans un milieu « à la fois bourgeois et libéral, artiste et même un peu bohème ». Son père, Lucien Vogel, éditeur, lance la Gazette du bon ton l'année de sa naissance, puis le magazine Vu plus tard ; sa mère, Cosette de Brunhoff, sœur du créateur de Babar, Jean de Brunhoff et de Michel de Brunhoff, homme de presse, est la première rédactrice en chef de l'édition française de Vogue. Le grand-père de Marie-Claude Vaillant-Couturier est Hermann Vogel dessinateur et illustrateur. Sa sœur, Nadine Vogel, épouse de Marc Allégret, sera connue comme actrice.
Après des études secondaires au collège Sévigné, jusqu'à son baccalauréat, elle fut envoyée en Allemagne pour apprendre la langue (1930). Marie-Claude Vogel suit ensuite pendant un an des cours d'art décoratif puis devient reporter-photographe en travaillant pour le magazine Vu. Attachée à l'équipe de Vu, photographe, mais aussi germaniste, elle est désignée pour participer, avec d'autres, à une enquête en Allemagne sur la montée du national-socialisme. C'est lors de ce voyage en 1933, deux mois après l’accession d’Hitler au pouvoir, qu'elle réalise clandestinement les clichés des camps d'Oranienbourg et de Dachau, publiés à son retour en France, mais non signés. À cette époque ce métier est masculin, ce qui lui vaut le surnom de « la dame au Rolleiflex »,.
Quittant le domicile de sa famille en décembre 1933, elle s'installe chez son amant Paul Vaillant-Couturier, fondateur de l'Association républicaine des anciens combattants, député communiste et rédacteur en chef de L'Humanité qu'elle a rencontré en 1932. Elle travaille désormais pour L'Huma ainsi que pour Regards ; elle signe ses reportages « Marivo ». Elle adhère à l'Association des écrivains et artistes révolutionnaires (AEAR) et en 1934 à la Jeunesse communiste et participe à la fondation, en 1936, de l’Union des jeunes filles de France,. Elle épouse le 29 septembre 1937 Paul Vaillant-Couturier, lequel meurt quelques jours plus tard, le 10 octobre. En 1939, elle rencontre Pierre Villon qu'elle épousera en 1949 et dont elle adoptera le fils.
Après la mort de Vaillant-Couturier elle devient reporter photographe au service photographie de L'Humanité, dont elle prend la direction en 1938. Elle part en voyage en URSS pour la première fois à l'automne 1938. Elle effectue également pour Regards quelques reportages, notamment sur les Brigades internationales. Elle côtoie alors Gabriel Péri et Georges Cogniot. L'interdiction de l'Humanité, en septembre 1939, la contraint à changer d’activités.

### Résistante et déportée
Elle s’engage dans la Résistance et participe à des publications clandestines : tracts, l'Université libre (1er numéro en novembre 1940) ; pamphlet de Georges Politzer contre « Sang et Or », qui présente les thèses du théoricien nazi Alfred Rosenberg (novembre 1941) ; édition de l'Humanité clandestine aux côtés de Pierre Ginsburger dit Villon. Elle assure la liaison entre résistance civile (Comité des Intellectuels du Front National de lutte pour l'Indépendance de la France) et militaire (OS, plus tard FTPF), et transporte même des explosifs.
Elle est arrêtée par la police du régime de Vichy le 9 février 1942 dans une « souricière » tendue chez une femme à qui elle apporte de la nourriture pour une prisonnière : une affaire donc éloignée de ses principales activités dans la Résistance, mais un inspecteur des Renseignements généraux la reconnaît car il l'a vue en compagnie d'une résistante qu'il surveillait : Madeleine Laffitte, qui fait comme elle partie du groupe Politzer. Elle est identifiée, mais refuse de donner son adresse.
Elle est internée jusqu'au 15 février au dépôt de la préfecture et, le 20 mars, placée au secret à la Santé : elle y reste jusqu'au mois d'août puis est transférée au fort de Romainville.
Elle est déportée à Auschwitz-Birkenau via le camp de Royallieu par le convoi du 24 janvier 1943, dit convoi des 31000,. Singulier par sa composition, ce convoi de 230 femmes, résistantes, communistes, gaullistes, épouses de résistants, s'illustre en entonnant La Marseillaise en franchissant l'entrée du camp de Birkenau ; 49 de ces 230 femmes seulement reviendront des camps après-guerre. Marie-Claude Vaillant-Couturier s'y voit tatouer le numéro 31685. Comme elle parle allemand, elle obtient en février, grâce à Danielle Casanova déportée par le même convoi et qui, dentiste de profession, s'occupe du cabinet dentaire du camp, une place de secrétaire au revier (quartier des malades) des prisonnières allemandes. Elle est atteinte du typhus au début du mois de mars et n'en guérit qu'en mai ; elle perd alors sa place au revier et obtient un poste de nettoyeuse au département de cuisine diététique. Ce département n'existe à Auschwitz que pour sauver les apparences et faire croire qu'il s'agit d'une prison normale, mais cette place va lui permettre d'être un peu mieux nourrie.
Transférée à Ravensbrück en août 1944, elle est affectée à des travaux de terrassement, puis elle a de nouveau un emploi de secrétaire. Lorsque les déportées Nuit et brouillard sont transférées de Ravensbrück à Mauthausen, elle falsifie un livre d'appel pour ne pas faire partie du transfert et rester auprès des malades du revier. Le 23 avril 1945, la Croix-Rouge emmène les malades françaises, belges et luxembourgeoises qui sont transportables, les autres devant faire partie d'un transfert le 27 avril, ce qui sera impossible, les routes étant coupées. Après le départ des Allemands le 28 avril, s'apercevant que beaucoup de Français se trouvent parmi les hommes transférés d'autres camps à Ravensbrück, Marie-Claude Vaillant-Couturier et Adélaïde Hautval, médecin déportée par le même convoi du 24 janvier 1943, se chargent d'administrer le camp. Elles y restent après sa libération le 30 avril 1945 par l’Armée rouge, jusqu'à ce que tous les malades français soient évacués, aidant le personnel médical à les identifier pour leur rapatriement. Sous la plume de Rémy Roure, dans Le Monde du 16 juin 1945, on lit : « Chaque jour, cette magnifique Française parcourt les blocs, relève les courages, donne de l'espoir qui n'est souvent que de l'illusion. Le mot de sainteté vient à l'esprit quand on voit cette grande sœur de charité auprès de ces hommes et ces femmes qui meurent chaque jour ».
Marie-Claude Vaillant-Couturier rentre finalement en France le 25 juin 1945. Sa réadaptation à la vie normale après Auschwitz est un peu moins difficile que pour d'autres déportées : elle retrouve toute sa famille, notamment son futur mari, Pierre Villon, qui a réussi à s'échapper après avoir été arrêté. Elle est homologuée commandant dans la Résistance intérieure française.

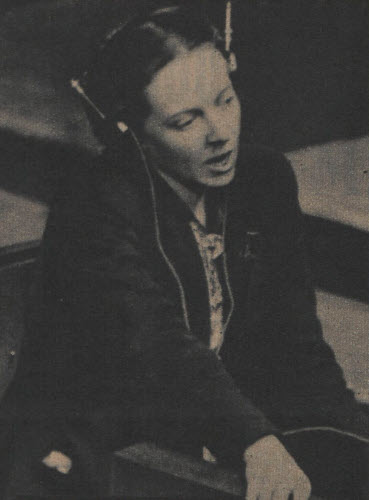
Marie-Claude Vaillant-Couturier témoignant au procès de Nuremberg en 1946.

Témoin de l'accusation au procès de Nuremberg en 1946, elle dira plus tard : « En racontant les souffrances de ceux qui ne pouvaient plus parler, j'avais le sentiment que, par ma bouche, ceux qu'ils avaient torturés, exterminés, accusaient leurs bourreaux ». Elle revient cependant de ce procès « choquée, inquiète », « exaspérée par la procédure », insatisfaite, déplorant notamment l’absence, sur le banc des accusés, des dirigeants des firmes Krupp, Siemens, IG Farben, firmes qui avaient largement participé à l’exploitation économique des déportés. Mais malgré ces insuffisances, elle soulignera plus tard combien la définition du crime contre l'humanité était « un progrès pour la conscience humaine ». Lors de son témoignage face aux criminels nazis, elle marchera vers eux, à la stupéfaction de la salle, pour les regarder droit dans les yeux, de très près.

### Engagement politique et social

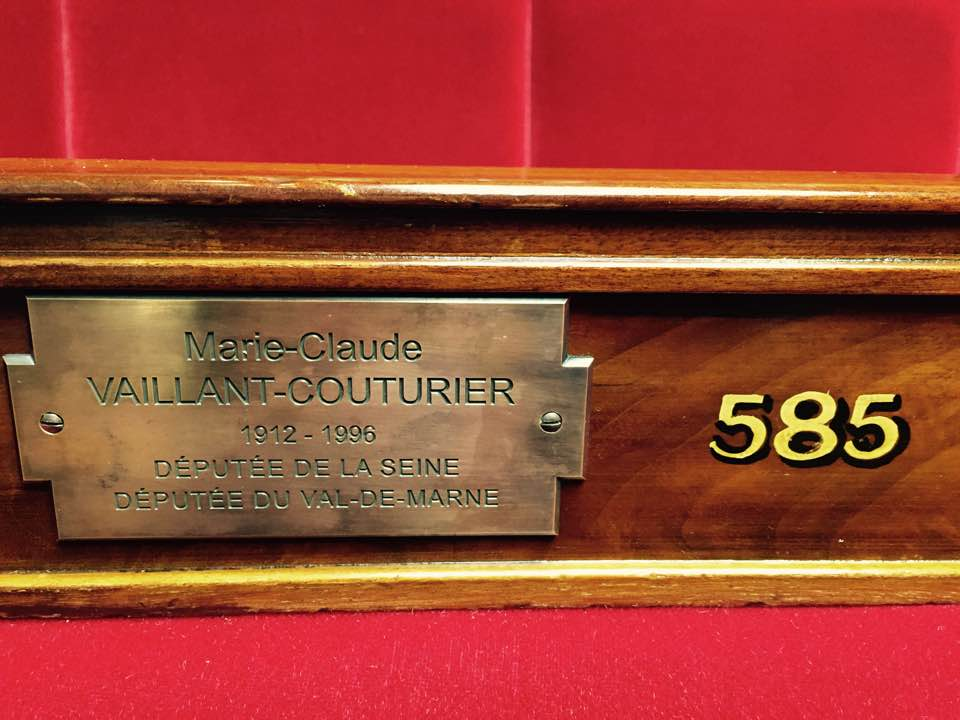
Plaque sur un banc de l'hémicycle de l'Assemblée nationale (palais Bourbon).

Siégeant à l'Assemblée consultative provisoire, elle est élue aux deux Assemblées constituantes en 1945 et 1946, comptant parmi les premières femmes députées. Elle est députée PCF de la Seine de 1946 à 1958 et de 1963 à 1967, puis du Val-de-Marne jusqu'en 1973. 
Elle exerce à deux reprises (1956-1958 et 1967-1968) la fonction de vice-présidente de l'Assemblée nationale, dont elle devient vice-présidente honoraire.
En 1946, elle est élue secrétaire générale de la Fédération démocratique internationale des femmes et, en 1979, vice-présidente de l'Union des femmes françaises (devenue Femmes Solidaires). Elle dépose notamment des projets de lois pour l’égalité des salaires entre les hommes et les femmes. Elle milite également au Mouvement de la paix.
En 1951, aux audiences du procès opposant le journal Les Lettres françaises (à l'époque proche du PCF) à David Rousset après que ce dernier a été traité de « trotskyste falsificateur » par ce journal (à la suite de la comparaison par David Rousset du Goulag avec le système concentrationnaire), Marie-Claude Vaillant-Couturier déclare : « Je considère le système pénitentiaire soviétique comme indiscutablement le plus souhaitable dans le monde entier », ainsi que : « Je sais qu'il n'existe pas de camp de concentration en Union soviétique ».
Membre dirigeante de la Fédération nationale des déportés et internés résistants et patriotes depuis sa création en 1945, elle en devient ensuite vice-présidente, puis coprésidente en 1978. Elle est également une des premières animatrices de l’amicale d’Auschwitz.
En 1964, Paul Rassinier, figure importante du révisionnisme, contestant le verdict du procès de Nuremberg, l'accuse nommément d’avoir survécu en dépouillant ses compagnes. Il s'ensuit un procès où Marie-Claude Vaillant-Couturier se constitue partie civile et où Geneviève de Gaulle-Anthonioz déclare à la barre des témoins « je l'ai connue dans les locaux de l'infirmerie où nous l'avions fait entrer, non pas pour la planquer, mais parce que nous avions besoin de camarades courageuses et parlant allemand. […] Lorsque nous remettions cette ration de pain prélevée sur notre propre ration, cette ampoule, nous savions qu'elle serait bien remise à celle qui en aurait le plus besoin et sans aucune appréciation politique…  Je connais peu de femmes aussi courageuses que Marie-Claude, qui a toujours donné le sentiment que sa propre vie n'était rien sinon d'être au service de ses camarades ». Le gérant de Rivarol et Rassinier sont condamnés.
Au cours du mois de décembre de cette même année 1964, elle défend devant l’Assemblée nationale une proposition de loi visant à rendre imprescriptibles le génocide et les crimes contre l’humanité, ouvrant ainsi la voie à la loi du 26 décembre 1964 qui inscrit l'imprescriptibilité des crimes contre l’humanité dans le droit français.
En 1987, elle est appelée par toutes les parties civiles à témoigner contre Klaus Barbie. Lors de la création de la Fondation pour la mémoire de la déportation, en 1990, elle en est désignée unanimement présidente, puis présidente d'honneur jusqu’à son décès le 11 décembre 1996 à Villejuif.

## Décorations
- Commandeur de la Légion d'honneur (1995)
  -  Officière de la Légion d'honneur (1981)
  -  Chevalière de la Légion d'honneur (20 décembre 1945)
- Croix du combattant volontaire de la Résistance
- Croix de guerre 1939-1945

## Hommages

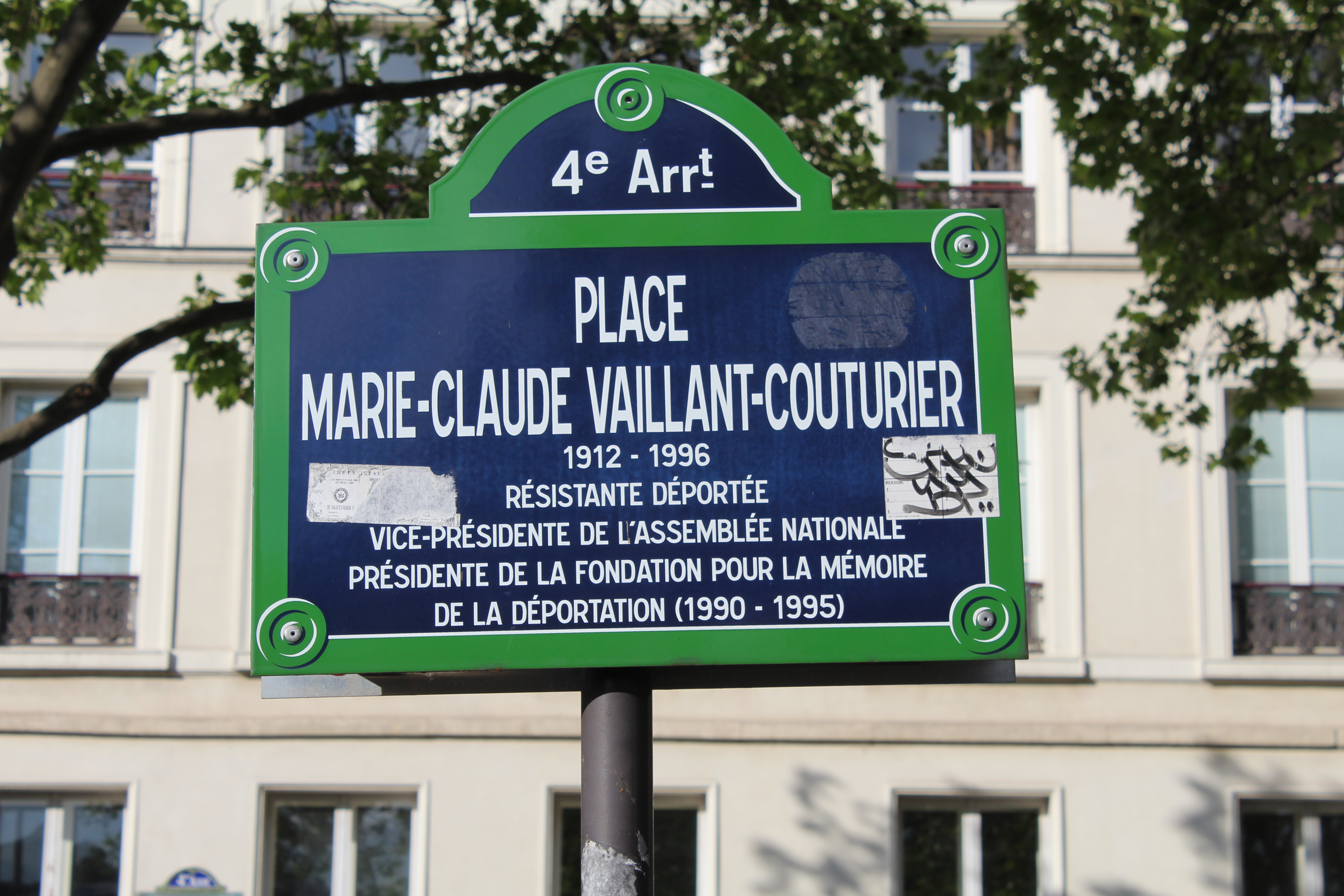
Plaque de la place Marie-Claude-Vaillant-Couturier (Paris).

En 2009, la place Marie-Claude-Vaillant-Couturier, située dans le 4e arrondissement de Paris, est inaugurée en son honneur.
Le 19 octobre 2016, une plaque en son honneur (avec les autres résistantes et premières députées Marie-Madeleine Dienesch et Rachel Lempereur) est dévoilée au palais Bourbon, siège de l'Assemblée nationale.